# Долиновка (река)
Долиновка  — река на полуострове Камчатка в России.
Длина реки — 6 км. Впадает в реку Камчатка слева на расстоянии 476 км от устья, в селе Долиновка.
Код водного объекта — 19070000112120000013833.